# Айвазян, Смбат Жирайрович
Смбат Жирайрович Айвазян (арм. Սմբատ Ժիրայրի Այվազյան; 10 марта 1959, Ереван — 8 июня 2014, Париж) — армянский государственный деятель.
- 1975—1980 — Ереванский институт народного хозяйства, экономист.
- 1980—1982 — служил в советской армии.
- 1982—1988 — работал экономистом на разных предприятиях Армении.
- 1990—1995 — депутат Верховного совета Армянской ССР. Член постоянной комиссии по обороне и внутренним делам.
- 1991—1992 — прокурор Шаумянского района НКР.
- 1992—1994 —  был первым комендантом Кашатага, комендантом по чрезвычайным ситуациям Красносельского района, членом оперативного штаба Севанского бассейна и координатором по военным вопросам, председателем ополченческой организации «Мецн Тигран».
- 1994—1998 — директор завода «Сапфир».
- 1995—1999 — депутат парламента. Член, затем председатель депутатской группы «Еркрапа».
- 1998—2000 — был министром государственных доходов Армении.
- С 2000 — заместитель председателя партии «Республика».
- 2003—2007 — был депутатом парламента. Член постоянной комиссии по государственно-правовым вопросам.

8 июня 2014 года скончался в одной из парижских больниц.